# 孔毓璞
孔毓璞，山东曲阜人，是一名清朝政治人物。
孔毓璞曾接替王玑任苏松道道员一职，由漆绍文接任。